# 유신정우회
유신정우회(維新政友會)는 1972년 10월 유신에 따라 대한민국에 제4공화국이 출범하면서 대한민국 국회 전국선거구 의원들이 구성한 원내교섭단체로, 준정당 조직이다. 약칭으로 유정회라고도 하며 장소는 서울 종로구 삼일대로 457에 있었다.
유신 헌법에 의하면, 대통령 선거를 맡은 통일주체국민회의에서 대통령의 추천을 받은 후보자들을 대상으로 찬반 투표를 거쳐서 전국선거구 국회의원(전체 국회의원 정수의 3분의 1)을 선출하도록 되어 있다. 이들의 임기는 일반 국회의원 임기의 절반인 3년이었다.
1973년 3월 10일 헌법에 따라 최초로 대통령 박정희의 추천을 받아서 통일주체국민회의의 형식적인 찬반 투표를 통과하여 선출된 전국구 국회의원 73인은 민주공화당에 입당하지 않고 따로 원내교섭단체를 구성하였다. 의원총회와 원내총무단, 대변인 등의 조직을 설치하여 정당과 유사한 기능을 갖추었다.
1973년 3월 10일 백두진을 회장으로 추대하면서 결성되었으며, 1976년과 1979년에 각각 다음 임기의 국회의원이 새로 선출됨에 따라 개편되었다. 사실상 박정희 1인의 입법부 장악을 위해 만들어진 조직이자 민주공화당의 위성정당 역할을 했던 유정회는 1979년 10월 26일 박정희 암살 이후 활동 정지 상태에 들어갔고, 1980년 제5공화국 헌법의 발효 시점에서 통일주체국민회의와 함께 해체되었다.

## 같이 보기
- 10월 유신
- 자유민주연합